# Groß Fullen
Groß Fullen liegt im westlichen Stadtgebiet von Meppen und hat etwa 1100 Einwohner auf einer Fläche von 17,34 km². Es liegt an der alten linksemsischen Handelsstraße, der sogenannten Friesischen Straße.
Nach Diepenbrock wird Fullen als vollun 854 erstmals urkundlich erwähnt. Nach einer bis 1970 gültigen Selbstverwaltung wurde Groß Fullen am 1. Juli 1970 mit den benachbarten Gemeinden Klein Fullen, Rühle und Versen zur Gemeinde Emslage zusammengelegt und bereits am 1. März 1974 in die nahe gelegene Kreisstadt Meppen (Landkreis Emsland) umgegliedert. Ein kleiner Teil mit damals etwa 20 Einwohnern kam schon am 1. Juli 1970 zu Meppen.
Ortsvorsteher ist Reiner Fübbeker.

## Herkunft des Namens
Fullen, alte Form: Vollen, bei Meppen kann mit dem althochdeutschen volo, Pferd, zusammenhängen, das schon in den Merseburger Zaubersprüchen enthalten ist („Do wart deme Balders volon sin fuoz birenkit“). Aber es ist auch denkbar, dass Vollen von fole (volde, valde) herzuleiten ist. Das bedeutet Hürde.

## Einwohnerentwicklung
| Jahr | Einwohner |
| ---- | --------- |
| 1821 | 363       |
| 1848 | 354       |
| 1871 | 396       |
| 1885 | 374       |
| 1905 | 414       |

| Jahr | Einwohner |
| ---- | --------- |
| 1925 | 449       |
| 1933 | 503       |
| 1939 | 551       |
| 1946 | 714       |
| 1950 | 708       |

| Jahr | Einwohner |
| ---- | --------- |
| 1956 | 647       |
| 1961 | 628       |
| 1970 | 781       |
| 2005 | 1072      |
| 2007 | 1106      |